# Couleur chocolat
Ne doit pas être confondu avec Chocolat (couleur).
Couleur Chocolat est un économusée québécois de chocolatier. Il est situé à Sainte-Anne-des-Monts, en Gaspésie. Fondée en 2008 par Carl Pelletier, la boutique fait partie du réseau de circuits Gaspésie gourmande. L'entreprise est gérée par le fondateur et sa fille. Parmi leurs chocolats originaux, la succursale offre notamment des chocolats aux algues.
Il s'agit du premier économusée en Haute-Gaspésie, puis du premier économusée, au Québec, à offrir une visite en réalité virtuelle.
L'entreprise a remporté, en 2020, le prix Artisan à l'œuvre du réseau des Économusées pour ses initiatives en matière d'innovation touristique.
Le 22 octobre 2020, pendant la pandémie de Covid-19, Carl Pelletier et sa fille ont discuté avec le Premier ministre Justin Trudeau et la députée Diane Lebouthillier sur Zoom dans le cadre de la Semaine de la PME. La Ministre a fait la promotion de l'entreprise sur Twitter.